# Wielki wąż Chingachgook
Wielki wąż Chingachgook (niem. Chingachgook, die große Schlange) – enerdowski film historyczno-przygodowy z 1967 roku w reżyserii Richarda Groschoppa, na podst. powieści Pogromca zwierząt Jamesa Fenimore’a Coopera. Film był kręcony w Babelsbergu oraz w Bułgarii i Czechosłowacji.

## Fabuła
Rok 1740. W Ameryce Północnej toczy się walka o kolonie między Wielką Brytanią a Francją, która przeradza się w wojnę i obejmuje zamieszkujące tam plemiona indiańskie. Anglicy podpisali traktat z Delawarami, podczas gdy Francuzi polegają na sile bojowej Huronów.
Chingachgook, Mohikanin wychowany przez Delawarów, ma wziąć za żonę córkę wodza, Wahtawę. Ale ta zostaje porwana przez wrogich Huronów. W poszukiwaniu jej, Chingachgook i jego biały przyjaciel Pogromca zwierząt spotykają nad jeziorem pustelnika Toma Huttera. Zbudował pływający dom na jeziorze, dzięki czemu zyskał przydomek "Pływającego Toma". Jego córka Judith i poszukiwany myśliwy Harry Hurry, również są w domu. Harry i Tom chcą najechać obóz Huronów, aby sprzedać zdobyte skalpy Brytyjczykom. Jednak zostają schwytani przez Huronów. Chingachgook i Pogromca zwierząt wymieniają dwóch więźniów na dwie figurki słoni, za które Huronowie uważają wielką magię. Kiedy Harry strzela do wycofujących się Indian, wypowiadają wojnę wszystkim białym mężczyznom. Harry ucieka, z jednej strony, by być bezpiecznym w pobliskim forcie, a z drugiej, by podżegać Brytyjczyków przeciwko Huronom. Między Pogromcą zwierząt a Judith zaczyna się rozwijać romantyczna więź.
Tom zostaje napadnięty i oskalpowany przez Huronów w swoim pływającym domu pod nieobecność córki, ale wciąż żyje, gdy jego córka przybywa do domu z Chingachgookiem i Pogromcą zwierząt. Wyznaje jej, że nie jest jej ojcem i że kiedyś zabił jej prawdziwych rodziców jako pirat. Jej rodzice byli nieznani, ale dowiaduje się, że jej ojciec był francuskim admirałem.
W międzyczasie Chingachgook zostaje schwytany podczas próby uwolnienia swojej narzeczonej Wahtawy, a ponieważ odmawia dołączenia do plemienia Huron jako syn wodza, zostaje skazany na śmierć na stosie. Podczas tortur Brytyjczycy najeżdżają obóz i zabijają wszystkich Huronów, których mogą złapać, aby sprzedać swoje skalpy. Ranny wódz jest w stanie uciec z pomocą Chingachgooka, a umierając wzywa resztę wojowników do życia w pokoju ze wszystkimi plemionami indiańskimi. Szanują jego wolę i ponownie dają Chingachgookowi wolność.
Chingachgook, Wahtawa i Pogromca zwierząt wracają do plemienia Delaware, podczas gdy Judith udaje się do fortu z Brytyjczykami, ponieważ nie mieszka z Pogromcą zwierząt na wolności, ale on też nie chce zmieniać swojego stylu życia. Judith będzie mieszkać na pozostawionej posiadłości, a po jej odejściu spali dom nad jeziorem.

## Obsada
- Gojko Mitić – Chingachgook
- Karl Sturm – Chingachgook (głos)
- Rolf Römer – Pogromca zwierząt
- Helmut Schreiber – Tom Hutter
- Jürgen Frohriep – Harry Hurry
- Lilo Grahn – Judith Hutter
- Andrea Drahota – Wahtawa
- Gisela Büttner – Wahtawa (głos)
- Johannes Knittel – Rozdarty Dąb
- Adolf Peter Hoffmann – wódz Delawarów
- Heinz Klevenow Jr. – Ostrze Strzały
- Milan Jablonský – Rączy Łoś
- Lothar Schellhorn – Rączy Łoś (głos)
- Horst Preusker – oficer Warley
- Rudolf Ulrich – angielski kapral
- Karl Zugowski – chorąży Thornton

## Wersja polska
Wersja polska: Studio Opracowań Filmów w Warszawie

Reżyseria: Zofia Dybowska-Aleksandrowicz

Wystąpili:
- Józef Nowak – Chingachgook
- Andrzej Gawroński – Pogromca zwierząt
- Jerzy Tkaczyk – Tom Hutter
- Tadeusz Pluciński – Harry Hurry
- Barbara Wrzesińska – Judith Hutter
- Antonina Girycz – Wahtawa
- Wilhelm Wichurski – Rozdarty Dąb
- Maciej Dzienisiewicz – Ostrze Strzały
- Marian Pysznik – Rączy Łoś
- Igor Śmiałowski – oficer Warley

## Premiera
Premiera odbyła się 30 czerwca 1967 roku w teatrze na wolnym powietrzu w Rostocku. 
Polska premiera odbyła się w lipcu 1969 roku wraz z krótkometrażowym dokumentem Na stacji WFD roku.